# بروس اسپنس
بروس اسپنس (انگلیسی: Bruce Spence؛ زادهٔ ۱۷ سپتامبر ۱۹۴۵) یک هنرپیشه استرالیایی است.
از فیلم‌ها یا برنامه‌های تلویزیونی که وی در آن نقش داشته‌است می‌توان به جنگ ستارگان اپیزود سوم: انتقام سیت، بازگشت پادشاه، انقلاب‌های ماتریکس، استرالیا، ایس ونچورا: هنگامی که طبیعت فرا می‌خواند، مکس دیوانه: فراتر از طوفان، سرگذشت نارنیا: سفر کشتی سپیده‌پیما، مکس دیوانه: جنگجوی جاده، پیتر پن، جایی که مورچه‌های سبز خواب می‌بینند، خدایان مصر، آکوامارین و سالی که صدای من شکست اشاره کرد.